# Leone del Capo
Il leone del Capo era una popolazione di leone appartenente alla sottospecie Panthera leo melanochaita presente nelle province sudafricane di Natal e del Capo, oggi estinta localmente a partire dalla metà del XIX secolo. L'esemplare tipo proveniva dal Capo di Buona Speranza e fu descritto nel 1842.
Un tempo il leone del Capo era considerato una sottospecie distinta di leone. Tuttavia, analisi filogeografiche hanno mostrato che le popolazioni di leoni dell'Africa meridionale e orientale sono strettamente imparentate. Nel 2017, la sottospecie Panthera leo melanochaita è stata ridefinita per includere tutte le popolazioni di leone dell'Africa meridionale e orientale. Un'analisi genetica pubblicata nel 2023 suggerisce che i leoni del Capo non erano particolarmente distinti dalle altre popolazioni dell'Africa meridionale.

## Tassonomia

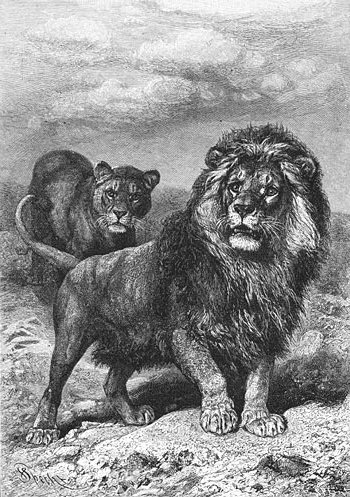
Disegno intitolato «Kaapsche Leeuw en Leeuwin (Felis leo capensis)», pubblicato in Brehms Tierleben, 1927.

Felis (Leo) melanochaita è stato descritto da Charles Hamilton Smith nel 1842 a partire da un esemplare dalla criniera nera proveniente dal Capo di Buona Speranza. Nel XIX secolo, naturalisti e cacciatori lo riconobbero come una sottospecie distinta, proprio per il colore scuro della sua criniera. Nel XX secolo, alcuni autori sostennero ancora l'idea che il leone del Capo fosse una sottospecie separata. Vratislav Mazák ipotizzò che si fosse evoluto in isolamento geografico rispetto alle altre popolazioni, a causa della presenza della Grande Scarpata.
Questa teoria è stata messa in discussione all'inizio del XXI secolo. Si ritiene infatti che scambi genetici tra le popolazioni di leoni del Capo, del Kalahari, del Transvaal e delle regioni più orientali siano stati possibili grazie a un corridoio situato tra la scarpata e l'Oceano Indiano. I risultati degli studi filogeografici supportano l'idea che i leoni di Namibia, Botswana e Sudafrica siano geneticamente affini. Sulla base dell'analisi di 357 campioni di leone provenienti da dieci paesi, si ritiene che i leoni abbiano migrato dall'Africa meridionale all'Africa orientale durante il Pleistocene e l'Olocene. Un'ulteriore analisi su 194 campioni provenienti da 22 paesi suggerisce che le popolazioni dell'Africa meridionale e orientale siano geneticamente distinte da quelle dell'Africa occidentale e settentrionale e dell'Asia. Nel 2017, le popolazioni dell'Africa meridionale e orientale furono unificate sotto la sottospecie P. l. melanochaita.

### Esemplari zoologici
Alcuni musei di storia naturale conservano esemplari di leone del Capo nelle proprie collezioni:
- il Transvaal Museum possiede un cranio di leone del Capo femmina;[14]
- il Naturalis Biodiversity Center conserva un esemplare impagliato e due crani;[15][16]
- il Natural History Museum di Londra e il Museo nazionale di storia naturale di Parigi possiedono ciascuno un esemplare impagliato;[15]
- il Museo svedese di storia naturale ha un cranio di leone del Capo, mentre lo Zoological Museum di Amsterdam conserva un esemplare impagliato;[1]
- il Clifton Park Museum di Rotherham custodirebbe un esemplare impagliato;
- il Museo africano del dott. Emil Holub a Holice, in Repubblica Ceca, conserva un esemplare impagliato di due anni, acquistato ancora cucciolo nel 1876 e identificato come leone del Capo nel 2009.[17][18]

## Descrizione
L'esemplare tipo del leone del Capo fu descritto come molto grande, con orecchie bordate di nero e una criniera nera che si estendeva oltre le spalle e sotto il ventre. I crani di due esemplari conservati presso il British Natural History Museum e provenienti dal bacino del fiume Orange furono descritti come leggermente più corti nella regione occipitale rispetto a quelli di altri leoni sudafricani, con una tendenza allo sviluppo del secondo premolare inferiore.
Lo zoologo statunitense Edmund Heller descrisse il cranio del leone del Capo come più lungo di almeno 25 mm rispetto a quelli dei leoni equatoriali, nonostante fosse relativamente stretto. Ritenne che il leone del Capo fosse nettamente più grande degli altri leoni africani. Leoni del peso di circa 272 kg furono abbattuti a sud del fiume Vaal. Autori del XIX secolo affermavano che il leone del Capo fosse più grande del leone asiatico.
I risultati di uno studio a lungo termine indicano che il colore della criniera nei leoni è influenzato da variabili climatiche e può variare tra individui. Le criniere tendono a essere più scure e lunghe durante le stagioni fresche, e uno studio del 2023 ha rilevato che il colore della criniera nei leoni del Capo mostrava le stesse variazioni chiaro-scuro riscontrabili in altre popolazioni, concludendo che il colore non fosse una caratteristica distintiva di questa popolazione.

## Distribuzione e habitat

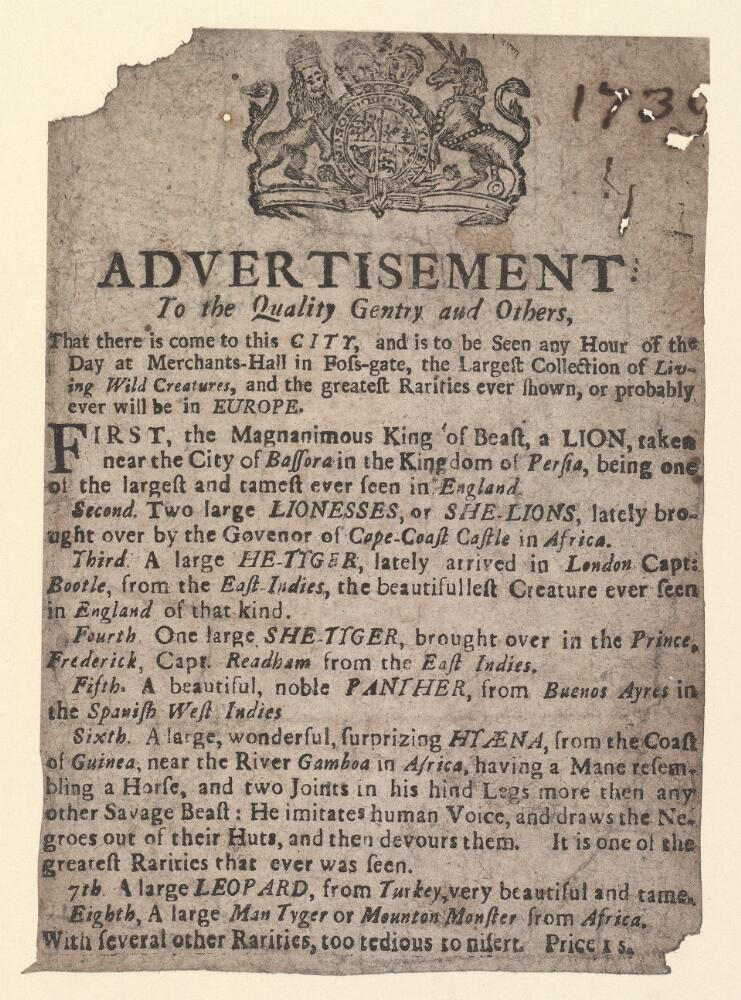
Un'inserzione del 1739 pubblicata da Charles Benjamin Incledon presentava un leone mesopotamico proveniente dalle vicinanze di Bassora, un leone del Capo, una tigre delle Indie Orientali, una pantera da Buenos Aires, una Hyaena hyaena dall'Africa occidentale e un leopardo dalla Turchia, oltre a un «uomo-tigre» proveniente dall'Africa.

All'inizio del XIX secolo, i leoni erano ancora presenti nelle pianure del Karoo e nella provincia del Capo Settentrionale. Nel 1844 furono avvistati a sud del fiume Riet. Gli ultimi leoni a sud del fiume Orange furono segnalati tra il 1850 e il 1858. Nel nord dello Stato Libero di Orange, i leoni potrebbero essere sopravvissuti fino agli anni Sessanta dell'Ottocento.
Nel 2003, sei leoni provenienti dal Kgalagadi Transfrontier Park furono trasferiti nell'Addo Elephant National Park, nella provincia del Capo Orientale.

## In cattività
Nel 2000, alcuni esemplari ritenuti discendenti del leone del Capo furono individuati in cattività in Russia, e due di essi furono trasferiti in Sudafrica. John Spence, direttore di uno zoo sudafricano, era da tempo affascinato dai racconti di questi magnifici leoni che nel XVII secolo si dice scalassero le mura del Fort de Goede Hoop di Jan van Riebeeck. Studiò i diari di van Riebeeck per identificare le caratteristiche del leone del Capo, tra cui una lunga criniera nera, orecchie nere all'interno e, secondo le descrizioni, una taglia più grande del normale. Spence ipotizzava che alcuni leoni del Capo fossero stati portati in Europa e lì incrociati con altri leoni. Dopo una ricerca durata trent'anni, nel 2000 individuò allo zoo di Novosibirsk, in Siberia, esemplari dalla criniera nera e dalle caratteristiche compatibili con quelle del leone del Capo. L'individuo che attrasse maggiormente la sua attenzione possedeva, oltre alla criniera scura, un «volto ampio e zampe robuste». La popolazione dello zoo di Novosibirsk, che in trent'anni aveva prodotto quaranta cuccioli, era ancora attiva, e Spence, con l'aiuto dello zoo di Schönbrunn a Vienna, ottenne il permesso di riportare due cuccioli allo zoo di Tygerberg. Tornato in Sudafrica, Spence spiegò di voler allevare leoni che almeno somigliassero al leone del Capo e di voler sottoporre i cuccioli ad analisi del DNA per stabilirne l'eventuale discendenza dall'antica popolazione. Tuttavia, Spence morì nel 2010 e lo zoo chiuse nel 2012; si prevedeva che i leoni venissero trasferiti al Drakenstein Lion Park.